# Héliosz-nyitány

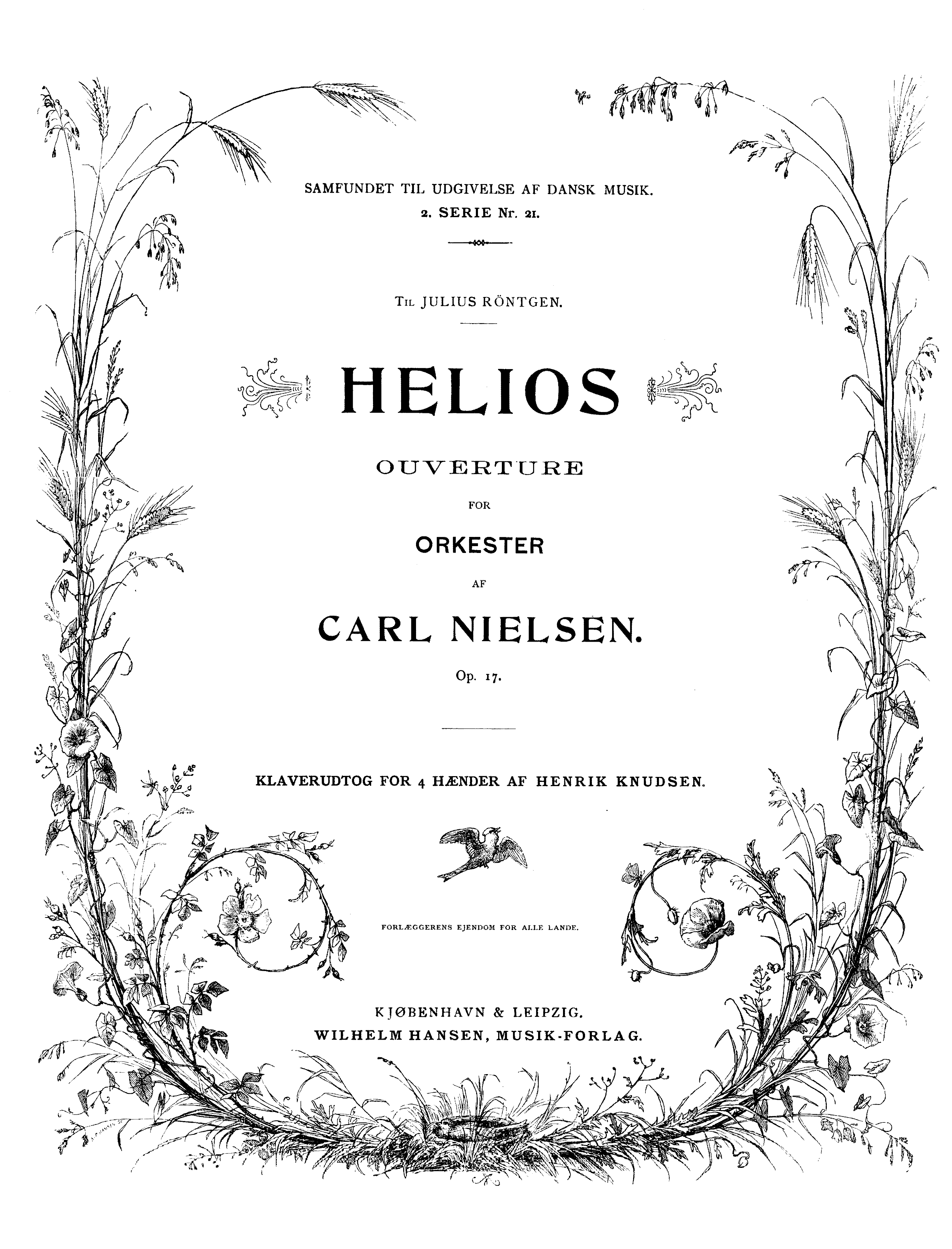
A Henrik Knudsen által írt négykezes zongoraátirat borítója

A Héliosz-nyitányt (dánul: Helios Ouverture, op. 17., FS 32, CNW 34) Carl Nielsen dán zeneszerző komponálta 1903. márciusa és májusa között Athénban, amikor a feleségével ott jártak, hogy Anne Marie Carl-Nielsen tanulmányozhassa az ókori görög szobrászatot. A mű bemutatójára 1903. október 8-án került sor Koppenhágában a Berckentin-palotában, az előadást Johan Svendsen vezényelte. A művet kortársának, Julius Engelbert Röntgen (1855–1932) holland származású német zeneszerzőnek ajánlotta.

## Keletkezése
Nielsen 1903 elején feleségével, Anne Marie Carl-Nielsen szobrászművésszel Görögországba utazott, hogy Anne Marie tanulmányozhassa az ókori görög szobrászatot. Athéni tartózkodásuk alatt ihlette meg a görög mitológia és egy Héliosz napisten tiszteletére íródott zenekari nyitány komponálásába fogott. A levelek és naplóbejegyzések alapján úgy tudjuk, hogy három hónapig (márciustól májusig) dolgozott a művön. Utazásuk alatt kezdte el írni az opus 18-as Alvás (Søvnen) című művét is, melyet végül csak 1904 novemberében fejezett be.

## Bemutatása és fogadtatása
A mű első bemutatójára 1903. október 8-án került sor Koppenhágában a Berckentin-palotában, a Dán Királyi Zenekart (Det Kongelige Kapel) Johan Svendsen vezényelte. Ugyanitt, november 11-é a zeneszerző vezényletével is elhangzott a mű. Carl Nielsen több városban személyesen vezényelte a bemutatót, 1913. október 24-én Helsinkiben, 1913. november 30-án Stockholmban, 1923. január 28-án Berlinben és 1930. február 12-én Göteborgban is.
A partitúra első nyomtatott kiadása 1905-ben látott napvilágot Koppenhágában a Wilhelm Hansen Kiadónál. 2001-ben a Dán Királyi Könyvtár, Thomas Michelson vezetésével, az összkiadás részeként, új, kritikai kiadást jelentetett meg.
1905-ben Henrik Knudsen (1873-1946) zongoraművész, Nielsen barátja, négykezes zongoraátiratot készített, melyet együtt mutattak be Németországban. Az átirat még ezen évben megjelent nyomtatásban is a Wilhelm Hansen Kiadónál.